# Felice Zenoni

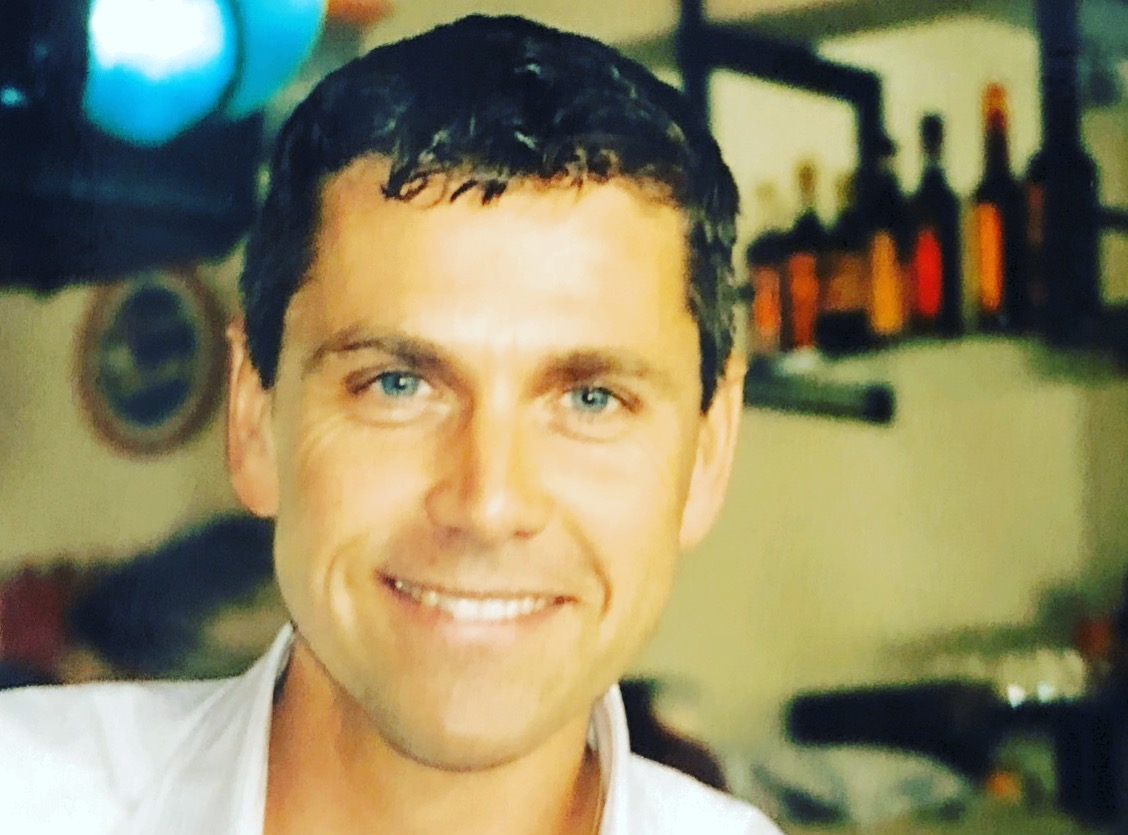
Felice Zenoni, vor 2003

Felice Zenoni (* 1964 in Altdorf UR) ist ein Schweizer Filmemacher, Moderator und Sprecher. Er realisierte mehrere Kino- und Fernsehfilme.

## Filme
2015 kam Danioth – Der Teufelsmaler in die Kinos. Darin wird das Leben des Schweizer Kunstmalers und Dichters Heinrich Danioth beleuchtet. Der Film sicherte sich mit 13'277 Eintritten einen Spitzenplatz unter den Schweizer Dokumentarfilmen des Jahres. Weitere Bio-Pics fürs Kino und für das Schweizer Fernsehen schuf Zenoni über Charlie Chaplin, Paul Burkhard, General Henri Guisan oder Clay Regazzoni. Die Mehrheit der Filme wurde von der Zürcher Produktionsfirma Meschugge realisiert.
Im Februar 2019 zeigte SRF 1 seinen Film über das Leben von Heidi Abel. Der Film Heidi Abel – Licht und Schatten einer TV-Pionierin erinnert an die verstorbene «First Lady» des Schweizer Fernsehens. Im Januar 2022 lief in den Kinos sein Film Fedier – Urner Farbenvirtuose über den Urner Maler Franz Fedier an.

## Privates
Felice Zenoni ist der Bruder von Gerold Zenoni, der als Benediktinermönch im Kloster Einsiedeln lebt und als Publizist sowie Literaturkritiker tätig ist.

## Filmografie (Auswahl)
- 2002: Charlie Chaplin – The Forgotten Years
- 2004: Grock – King of Clowns
- 2005: Soldiers of the Pope
- 2006: Yehudi Menuhin – The Swiss Years
- 2007: Oh mein Papa – Paul Burkhard
- 2009: Der General (Der Film beleuchtet den Mythos zu General Guisan.)
- 2015: Danioth – Der Teufelsmaler
- 2019: Heidi Abel – Licht und Schatten einer TV-Pionierin
- 2021: Fedier – Urner Farbenvirtuose

## Auszeichnungen
- 2003: Finalist Award «Rose d’Or» Montreux für «Charlie Chaplin – The Forgotten Years» in der Sparte «Arts and Specials»
- 2004: World Medal 46. New York Festival für «Charlie Chaplin – The Forgotten Years» in der Sparte «Biography/Profiles»
- 2004: Auszeichnung vom UNESCO Festival International du Film d’Art für «Charlie Chaplin – The Forgotten Years»
- 2005: Gold Medal The International Television Award Chicago für «Grock – King of Clowns»
- 2007: Silver Medal 49. New York Festival für «Soldiers of the Pope» in der Sparte  «History & Society»
- 2021: Zürcher Radio- und Fernsehpreis für «Der Spitzel und die Chaoten»